# Похиле ширяння

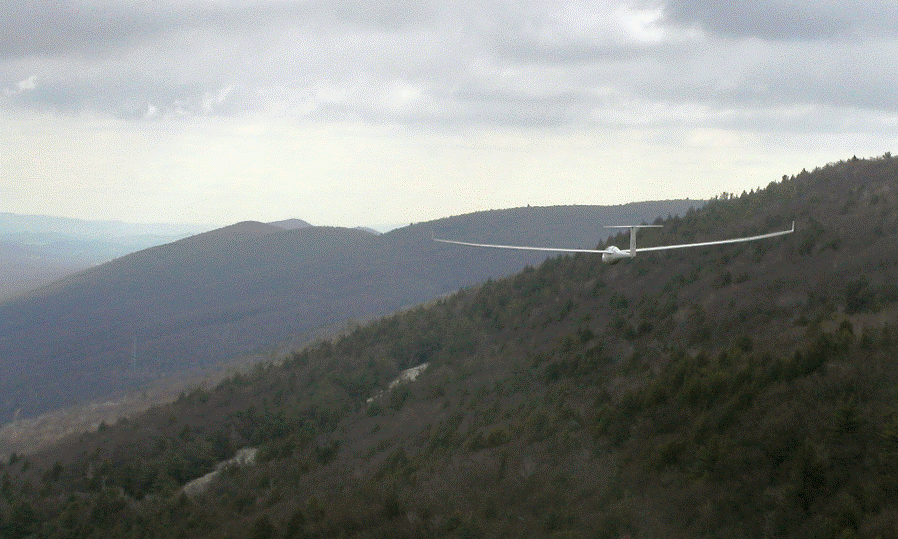
Планер в Пенсільванії, що летить за допомогою похилого ширяння.

Похиле або вертикальне ширяння — метод ширяння, при якому висота підтримується за допомогою польоту у висхідних потоках повітря, що виникають в результаті зіштовхнення повітряних мас із крутим схилом. За допомогою цього методу пілоти легких літаків і планерів можуть летіти сотні кілометрів над відповідною територією, що характеризується численними долинами і гірськими хребтами. Птахи, особливо морські птахи (зокрема, альбатроси) і хижі птахи, також часто користуються цим методом ширяння.